# Asilus gabonicus
Asilus gabonicus là một loài ruồi trong họ Asilidae. Asilus gabonicus được Macquart miêu tả năm 1855. Loài này phân bố ở vùng nhiệt đới châu Phi.